# 沙鲁瓦
沙鲁瓦是巴西南大河州的一个市镇。总面积198.125平方公里，总人口3581人，人口密度18.1人/平方公里。